# 2006-os labdarúgó-világbajnokság-selejtező (UEFA – 1. csoport)
A 2006-os labdarúgó-világbajnokság európai selejtező, 1. csoportjának eredményeit tartalmazó lapja. A csoportban a csapatok körmérkőzéses, oda-visszavágós rendszerben játszottak egymással. A csoport győztese kijutott a világbajnokságra, a csoport második helyezettje pótselejtezőn vett részt.
A csoportban Csehország, Hollandia, Románia, Macedónia, Örményország és Andorra szerepelt.

## Tabella
| Hely. | Csapat       | M  | Gy | D | V | G+ | G– | Gk  | P  | Továbbjutás                         |     | Hollandia | Csehország | Románia | Finnország | Észak-Macedónia | Örményország | Andorra |
| ----- | ------------ | -- | -- | - | - | -- | -- | --- | -- | ----------------------------------- | --- | --------- | ---------- | ------- | ---------- | --------------- | ------------ | ------- |
| 1.    | Hollandia    | 12 | 10 | 2 | 0 | 27 | 3  | +24 | 32 | Kijutott a 2006-os világbajnokságra |     | —         | 2–0        | 2–0     | 3–1        | 0–0             | 2–0          | 4–0     |
| 2.    | Csehország   | 12 | 9  | 0 | 3 | 35 | 12 | +23 | 27 | Pótselejtezőre került               |     | 0–2       | —          | 1–0     | 4–3        | 6–1             | 4–1          | 8–1     |
| 3.    | Románia      | 12 | 8  | 1 | 3 | 20 | 10 | +10 | 25 |                                     |     | 0–2       | 2–0        | —       | 2–1        | 2–1             | 3–0          | 2–0     |
| 4.    | Finnország   | 12 | 5  | 1 | 6 | 21 | 19 | +2  | 16 |                                     | 0–4 | 0–3       | 0–1        | —       | 5–1        | 3–1             | 3–0          |         |
| 5.    | Macedónia    | 12 | 2  | 3 | 7 | 11 | 24 | −13 | 9  |                                     | 2–2 | 0–2       | 1–2        | 0–3     | —          | 3–0             | 0–0          |         |
| 6.    | Örményország | 12 | 2  | 1 | 9 | 9  | 25 | −16 | 7  |                                     | 0–1 | 0–3       | 1–1        | 0–2     | 1–2        | —               | 2–1          |         |
| 7.    | Andorra      | 12 | 1  | 2 | 9 | 4  | 34 | −30 | 5  |                                     | 0–3 | 0–4       | 1–5        | 0–0     | 1–0        | 0–3             | —            |         |

## Eredmények
| 2004. augusztus 18. 20:00 |

| Macedónia                            | 3–0               | Örményország |
| ------------------------------------ | ----------------- | ------------ |
| Pandev 5' Šakiri 37' Šumulikoski 90' | (2–0) Jegyzőkönyv |              |

| Szkopje városi stadion, Szkopje Nézőszám: 4375 Játékvezető: Anton Guenov (bolgár) |

| 2004. augusztus 18. 20:30 |

| Románia            | 2–1               | Finnország     |
| ------------------ | ----------------- | -------------- |
| Mutu 50' Petre 90' | (0–0) Jegyzőkönyv | Eremenko 90+3' |

| Stadionul Giuleşti, Bukarest Nézőszám: 17 500 Játékvezető: Grzegorz Gilewski (lengyel) |

| 2004. szeptember 4. 17:00 |

| Finnország                      | 3–0               | Andorra |
| ------------------------------- | ----------------- | ------- |
| Eremenko 42' 64' Riihilahti 58' | (1–0) Jegyzőkönyv |         |

| Ratina Stadion, Tampere Nézőszám: 7437 Játékvezető: Željko Širić (horvát) |

| 2004. szeptember 4. 20:30 |

| Románia            | 2–1               | Macedónia   |
| ------------------ | ----------------- | ----------- |
| Pancu 15' Mutu 88' | (1–0) Jegyzőkönyv | Vasoski 70' |

| Stadionul Ion Oblemenco, Craiova Nézőszám: 14 500 Játékvezető: Konrad Plautz (osztrák) |

| 2004. szeptember 8. 16:00 |

| Andorra              | 1–5               | Románia                                |
| -------------------- | ----------------- | -------------------------------------- |
| Pujol 28' (11-esből) | (1–3) Jegyzőkönyv | Cernat 1' 17' Pancu 5' 83' Niculae 70' |

| Camp d’Esports d’Aixovall, Andorra la Vella Nézőszám: 1100 Játékvezető: Knut Kircher (német) |

| 2004. szeptember 8. 20:30 |

| Hollandia             | 2–0               | Csehország |
| --------------------- | ----------------- | ---------- |
| Van Hooijdonk 34' 84' | (1–0) Jegyzőkönyv |            |

| Amsterdam ArenA, Amszterdam Nézőszám: 48 488 Játékvezető: Markus Merk (német) |

| 2004. szeptember 8. 21:00 |

| Örményország | 0–2               | Finnország                |
| ------------ | ----------------- | ------------------------- |
|              | (0–1) Jegyzőkönyv | Forssell 24' Eremenko 67' |

| Hanrapetakan Stadium, Jereván Nézőszám: 2864 Játékvezető: Paulius Malzinskas (litván) |

| 2004. október 9. 17:00 |

| Csehország | 1–0               | Románia |
| ---------- | ----------------- | ------- |
| Koller 36' | (1–0) Jegyzőkönyv |         |

| Toyota Arena, Prága Nézőszám: 16 028 Játékvezető: Roberto Rosetti (olasz) |

| 2004. október 9. 17:00 |

| Finnország               | 3–1               | Örményország    |
| ------------------------ | ----------------- | --------------- |
| Kuqi 9' 87' Eremenko 28' | (2–1) Jegyzőkönyv | Shahgeldyan 32' |

| Ratina Stadion, Tampere Nézőszám: 7894 Játékvezető: Herbert Fandel (német) |

| 2004. október 9. 20:30 |

| Macedónia               | 2–2               | Hollandia          |
| ----------------------- | ----------------- | ------------------ |
| Pandev 45' Sztojkov 71' | (1–1) Jegyzőkönyv | Bouma 42' Kuyt 65' |

| Szkopje városi stadion, Szkopje Nézőszám: 15 000 Játékvezető: Peter Frojdfeldt (svéd) |

| 2004. október 13. 15:00 |

| Andorra     | 1–0               | Macedónia |
| ----------- | ----------------- | --------- |
| Bernaus 60' | (0–0) Jegyzőkönyv |           |

| Camp d’Esports d’Aixovall, Andorra la Vella Nézőszám: 350 Játékvezető: Stefano Podesci (San Marinó-i) |

| 2004. október 13. 20:20 |

| Örményország | 0–3               | Csehország                |
| ------------ | ----------------- | ------------------------- |
|              | (0–2) Jegyzőkönyv | Koller 3' 75' Rosický 30' |

| Hanrapetakan Stadium, Jereván Nézőszám: 3205 Játékvezető: Jacek Granat (lengyel) |

| 2004 . október 13. 20:30 |

| Hollandia                           | 3–1               | Finnország |
| ----------------------------------- | ----------------- | ---------- |
| Sneijder 39' Van Nistelrooy 41' 63' | (2–1) Jegyzőkönyv | Tainio 13' |

| Amsterdam ArenA, Amszterdam Nézőszám: 50 000 Játékvezető: Steve Bennett (angol) |

| 2004. november 17. 17:30 |

| Macedónia | 0–2               | Csehország             |
| --------- | ----------------- | ---------------------- |
|           | (0–0) Jegyzőkönyv | Lokvenc 88' Koller 90' |

| Szkopje városi stadion, Szkopje Nézőszám: 7000 Játékvezető: Urs Meier (svájci) |

| 2004. november 17. 19:00 |

| Örményország | 1–1               | Románia    |
| ------------ | ----------------- | ---------- |
| Dokhoyan 60' | (0–1) Jegyzőkönyv | Marica 29' |

| Hanrapetakan Stadium, Jereván Nézőszám: 1403 Játékvezető: Frank De Bleeckere (belga) |

| 2004. november 17. 20:30 |

| Andorra | 0–3               | Hollandia                        |
| ------- | ----------------- | -------------------------------- |
|         | (0–2) Jegyzőkönyv | Cocu 21' Robben 31' Sneijder 78' |

| Mini Estadi, Barcelona (Spanyolország) Nézőszám: 2000 Játékvezető: Álón Jefet (izraeli) |

| 2005. február 9. 16:00 |

| Macedónia | 0–0         | Andorra |
| --------- | ----------- | ------- |
|           | Jegyzőkönyv |         |

| Szkopje városi stadion, Szkopje Nézőszám: 5000 Játékvezető: Johan Verbist (belga) |

| 2005. március 26. 17:00 |

| Csehország                                 | 4–3               | Finnország                                |
| ------------------------------------------ | ----------------- | ----------------------------------------- |
| Baroš 7' Rosický 34' Polák 58' Lokvenc 87' | (2–0) Jegyzőkönyv | Litmanen 46' Riihilahti 73' Johansson 79' |

| Na Stinadlech, Teplice Nézőszám: 16 200 Játékvezető: Claus Bo Larsen (dán) |

| 2005. március 26. 18:00 |

| Örményország                     | 2–1               | Andorra   |
| -------------------------------- | ----------------- | --------- |
| Ara Hakobyan 30' Khachatryan 73' | (1–0) Jegyzőkönyv | Silva 56' |

| Hanrapetakan Stadium, Jereván Nézőszám: 2100 Játékvezető: Joseph Attard (máltai) |

| 2005. március 26. 20:00 |

| Románia | 0–2               | Hollandia         |
| ------- | ----------------- | ----------------- |
|         | (0–1) Jegyzőkönyv | Cocu 1' Babel 84' |

| Stadionul Giuleşti, Bukarest Nézőszám: 16 100 Játékvezető: Luis Medina Cantalejo (spanyol) |

| 2005. március 30. 16:50 |

| Andorra | 0–4               | Csehország                                                                |
| ------- | ----------------- | ------------------------------------------------------------------------- |
|         | (0–2) Jegyzőkönyv | Jankulovski 31' (11-esből) Baroš 40' Lokvenc 53' Rosický 90+2' (11-esből) |

| Camp d’Esports d’Aixovall, Andorra la Vella Nézőszám: 900 Játékvezető: Stefan Messner (osztrák) |

| 2005. március 30. 20:00 |

| Macedónia  | 1–2               | Románia       |
| ---------- | ----------------- | ------------- |
| Maznov 31' | (1–1) Jegyzőkönyv | Mitea 18' 58' |

| Szkopje városi stadion, Szkopje Nézőszám: 15 000 Játékvezető: Tom Ovrebo (norvég) |

| 2005. március 30. 20:30 |

| Hollandia                      | 2–0               | Örményország |
| ------------------------------ | ----------------- | ------------ |
| Castelen 3' Van Nistelrooy 33' | (2–0) Jegyzőkönyv |              |

| Philips Stadion, Eindhoven Nézőszám: 35 000 Játékvezető: Matteo Trefoloni (olasz) |

| 2005. június 4. 17:00 |

| Csehország                                                                          | 8–1               | Andorra   |
| ----------------------------------------------------------------------------------- | ----------------- | --------- |
| Lokvenc 12' 90+2' Koller 30' Šmicer 37' Galásek 52' Baroš 79' Rosický 84' Polák 86' | (3–1) Jegyzőkönyv | Riera 36' |

| U Nisy Stadion, Liberec Nézőszám: 9520 Játékvezető: Selçuk Dereli (török) |

| 2005. június 4. 20:00 |

| Örményország    | 1–2               | Macedónia                 |
| --------------- | ----------------- | ------------------------- |
| Manucharyan 55' | (0–1) Jegyzőkönyv | Pandev 29' (11-esből) 47' |

| Hanrapetakan Stadium, Jereván Nézőszám: 2870 Játékvezető: Tomasz Mikulski (lengyel) |

| 2005. június 4. 20:30 |

| Hollandia           | 2–0               | Románia |
| ------------------- | ----------------- | ------- |
| Robben 26' Kuyt 47' | (1–0) Jegyzőkönyv |         |

| Feijenoord Stadion, Rotterdam Nézőszám: 47 000 Játékvezető: Massimo de Santis (olasz) |

| 2005. június 8. 17:00 |

| Csehország                                   | 6–1               | Macedónia  |
| -------------------------------------------- | ----------------- | ---------- |
| Koller 41' 45' 48' 52' Rosický 73' Baroš 87' | (2–1) Jegyzőkönyv | Pandev 13' |

| Na Stinadlech, Teplice Nézőszám: 14 150 Játékvezető: Arturo Dauden Ibanez (spanyol) |

| 2005. június 8. 20:30 |

| Románia                 | 3–0               | Örményország |
| ----------------------- | ----------------- | ------------ |
| Petre 29' Bucur 40' 78' | (2–0) Jegyzőkönyv |              |

| Stadionul Farul, Konstanca Nézőszám: 5146 Játékvezető: Athanásziosz Briákosz (görög) |

| 2005. június 8. 21:00 |

| Finnország | 0–4               | Hollandia                                           |
| ---------- | ----------------- | --------------------------------------------------- |
|            | (0–1) Jegyzőkönyv | Van Nistelrooy 36' Kuyt 76' Cocu 85' Van Persie 87' |

| Olimpiai Stadion, Helsinki Nézőszám: 37 786 Játékvezető: Alain Hamer (luxemburgi) |

| 2005. augusztus 17. 20:00 |

| Macedónia | 0–3               | Finnország                |
| --------- | ----------------- | ------------------------- |
|           | (0–2) Jegyzőkönyv | Eremenko 8' 45' Roiha 87' |

| Szkopje városi stadion, Szkopje Nézőszám: 6800 Játékvezető: Matthew Messias (angol) |

| 2005. augusztus 17. 21:30 |

| Románia      | 2–0               | Andorra |
| ------------ | ----------------- | ------- |
| Mutu 29' 41' | (2–0) Jegyzőkönyv |         |

| Stadionul Farul, Konstanca Nézőszám: 8200 Játékvezető: Haim Jakov (izraeli) |

| 2005. szeptember 3. 16:00 |

| Andorra | 0–0         | Finnország |
| ------- | ----------- | ---------- |
|         | Jegyzőkönyv |            |

| Camp d’Esports d’Aixovall, Andorra la Vella Nézőszám: 860 Játékvezető: Johny Ver Eecke (belga) |

| 2005. szeptember 3. 21:00 |

| Románia      | 2–0               | Csehország |
| ------------ | ----------------- | ---------- |
| Mutu 28' 56' | (1–0) Jegyzőkönyv |            |

| Stadionul Farul, Konstanca Nézőszám: 7000 Játékvezető: Terje Hauge (norvég) |

| 2005. szeptember 3. 22:00 |

| Örményország | 0–1               | Hollandia          |
| ------------ | ----------------- | ------------------ |
|              | (0–0) Jegyzőkönyv | Van Nistelrooy 64' |

| Hanrapetakan Stadium, Jereván Nézőszám: 1747 Játékvezető: Stuart Dougal (skót) |

| 2005. szeptember 7. 17:30 |

| Csehország                        | 4–1               | Örményország     |
| --------------------------------- | ----------------- | ---------------- |
| Heinz 47' Polák 52' 76' Baroš 58' | (0–0) Jegyzőkönyv | Ara Hakobyan 85' |

| Andrův stadion, Olomouc Nézőszám: 12 015 Játékvezető: Martin Hansson (svéd) |

| 2005. szeptember 7. 19:00 |

| Finnország                                    | 5–1               | Macedónia  |
| --------------------------------------------- | ----------------- | ---------- |
| Forssell 10' 12' 61' Tihinen 41' Eremenko 54' | (3–0) Jegyzőkönyv | Maznov 48' |

| Ratina Stadion, Tampere Nézőszám: 6467 Játékvezető: Kristinn Jakobsson (izlandi) |

| 2005. szeptember 7. 20:30 |

| Hollandia                                         | 4–0               | Andorra |
| ------------------------------------------------- | ----------------- | ------- |
| Van der Vaart 23' Cocu 27' Van Nistelrooy 43' 89' | (3–0) Jegyzőkönyv |         |

| Philips Stadion, Eindhoven Nézőszám: 34 000 Játékvezető: Hanacsek Attila (magyar) |

| 2005. október 8. 17:00 |

| Finnország | 0–1               | Románia             |
| ---------- | ----------------- | ------------------- |
|            | (0–1) Jegyzőkönyv | Mutu 41' (11-esből) |

| Olimpiai Stadion, Helsinki Nézőszám: 11 500 Játékvezető: Anton Guenov (bolgár) |

| 2005. október 8. 20:30 |

| Csehország | 0–2               | Hollandia                   |
| ---------- | ----------------- | --------------------------- |
|            | (0–2) Jegyzőkönyv | Van der Vaart 31' Opdam 38' |

| Toyota Arena, Prága Nézőszám: 17 478 Játékvezető: Alain Sars (francia) |

| 2005. október 12. 16:00 |

| Andorra | 0–3               | Örményország                                           |
| ------- | ----------------- | ------------------------------------------------------ |
|         | (0–1) Jegyzőkönyv | Sonejee 40' (öngól) Aram Hakobyan 52' Ara Hakobyan 62' |

| Camp d’Esports d’Aixovall, Andorra la Vella Nézőszám: 430 Játékvezető: Ian Stokes (ír) |

| 2005. október 12. 18:30 |

| Finnország | 0–3               | Csehország                   |
| ---------- | ----------------- | ---------------------------- |
|            | (0–1) Jegyzőkönyv | Jun 6' Rosický 51' Heinz 58' |

| Olimpiai Stadion, Helsinki Nézőszám: 11 234 Játékvezető: Manuel Mejuto Gonzales (spanyol) |

| 2005. október 12. 19:30 |

| Hollandia | 0–0         | Macedónia |
| --------- | ----------- | --------- |
|           | Jegyzőkönyv |           |

| Amsterdam ArenA, Amszterdam Nézőszám: 50 000 Játékvezető: Stefano Farina (olasz) |